# Sokna (Libyen)
Sokna (arabisch سوكنة, auch transliteriert als Socna oder Sawknah) ist eine Oasenstadt in der Sahara in der Fezzan-Region im Südwesten Libyens. Die Stadt gehört verwaltungstechnisch zum Munizip al-Dschufra, dem Bezirk in der Mitte des antiken arabischen Reiches mit der Hauptstadt Hon.

## Geschichte
Nach dem italienisch-türkischen Krieg besetzte Italien in Libyen die beiden Landesteile Kyrenaika und Tripolitanien und annektierte sie als Kolonie Italienisch-Libyen. Der Kriegsverbrecher und spätere „Vizekönig Italienisch-Ostafrikas“ Rodolfo Graziani eroberte in seiner Funktion als Infanteriegeneral vom 13. auf den 14. Februar 1928 Sokna.
Während der italienischen Besatzung Libyens war die Bezirkshauptstadt Hon der Verwaltungssitz der Fezzan-Region, die von den Italienern als „Territorio del Sahara Libico“ bezeichnet wurde.
In der Zeit unter Muammar al-Gaddafi wurde die Stadt mit den Befreiungskriegen gegen die italienische Kolonialmacht verbunden. 1982 wurde von der Libyan Jamahiriya (Libyschen Volksrepublik) mit einer Briefmarke aus der Reihe „Schlachten von Libyen“ unter dem Titel „Schlacht von Sokna“ aufgelegt.

## Sprache
Sokna ist auch die Bezeichnung für eine Berbersprache (Großeinordnung Tuarek), die in der Oasenstadt gesprochen wurde. Die Sprache wurde ausschließlich in Fuquahara in Nordost-Fezzan und in Sokna gesprochen. Nach Forschungen von Václav Blažek (1999) wurde Sokna auch in der Oase Tmessa gesprochen.
Mittlerweile leben viele Araber in der Stadt und es wird viel Arabisch gesprochen. Die Berbersprache ist jedoch noch bei alten Namen von Orten und Plätzen präsent.

## Geographie
Sokna liegt 16,5 km (10,3 Meilen) von der Bezirkshauptstadt Hon entfernt. Die Brunnen der Oase lassen Dattelpalmen gedeihen.

## Rezeption
Sokna wird in einer Erzählung von 1878 von Karl May aufgegriffen. In „Die Rose von Sokna“ erfährt der Ich-Erzähler nach einem Ausflug nach Murzuk, dass die Tochter seines Gastfreundes „Manasse Ben Aharab“ geraubt wurde. Der Anführer eines Berberstammes (mit dem Phantasienamen „Gum“) fordert Lösegeld („10 Beutel Gold“). Dem europäischen, weißen Helden gelingt es mit seinem arabischen Diener „Ali“, das Versteck des Stammes zu finden, den Anführer gefangen zu nehmen und natürlich die schöne Rahel („Rose von Sokna“) zu ihrem Vater zurückzubringen. Karl May war nie in Libyen.